# Параноя
Параноята е психично състояние, характеризиращо се с повишена тревожност и ирационален страх, нерядко със следи на налудност за преследване и/или придружено от вяра в конспирация. Параноята е болестно състояние, при което човек има усещането, че някой непрекъснато го следи и преследва.
В медицината терминът може да означава психично заболяване, характеризиращо се със специфична система от илюзии, без нарушения на когнитивните функции.
Думата произлиза от гръцки език (παράνοια) и означава лудост.
Параноя – представлява патологично надценяване на собствения Аз-образ (представата на личността за себе си). Тя се разглежда като вид невроза, която се дължи на силно развито чувство за малоценност, съпроводено с гордост от постигнато. Този вид комплекс се свързва с това, че човек мечтае да участва в ситуации, в които той е най-добрият. Подобни действия разделят личността от реалните отношения. В нея се развива огромна гордост, недоверчивост, мнителност, измислена мания за преследване, които правят този човек лесно раним, егоистичен, взискателен и предявяващ претенции да бъде харесван. Човек с такъв комплекс, при контакт с околните е агресивен, предирчив, не желае и не може да се впише в общите изисквания. Параноикът е труден за разбиране. Преценките му са деформирани и изменени. Възприема дори най-малките неща като сложни. Импулсивен и свръхемоционален. Подобен тип хора трудно се приемат от околните, защото смятат, че всичко им е позволено. От привидно мнимо спокойствие те бързо преминават в активно и се стремят да доминират над околните като се стремят да внушават своите оценки или мнения. Параноикът крие в себе си враждебност, но в същото време демонстрира омраза и в много случаи деспотизъм. Това е провокирано от патологичното надценяване над собствената личност. Такъв тип хора споделят всички свои виждания пред останалите като се стремят да ги накарат да им партнират.